# Naoko Sawamatsu
Ne pas confondre avec Kazuko Sawamatsu, également joueuse de tennis.
Naoko Sawamatsu (沢松 奈生子, Sawamatsu Naoko), née le 23 mars 1973 à Nishinomiya, est une joueuse de tennis japonaise, meilleure représentante de son pays dans les années 1990 derrière Kimiko Date.

## Carrière tennistique
Réputée pour sa pugnacité et en dépit d'un relatif manque de puissance physique, Naoko Sawamatsu a presque sans discontinuer fait partie du top 30 mondial de 1989 jusqu'à sa retraite sportive en 1998. Le 6 février 1995, au bénéfice de son quart de finale à l'Open d'Australie (sa performance la plus significative dans une épreuve du Grand Chelem), elle s'est hissée au 14e rang mondial.
Rarement battue par des adversaires moins bien classées, elle compte notamment des victoires face à Martina Hingis, Lindsay Davenport, Conchita Martínez, Amanda Coetzer ou Mary Joe Fernández.
Elle a très régulièrement représenté son pays en Coupe de la Fédération, atteignant les quarts de finale en 1994 aux côtés de Date, Miyagi et Endō.

### 1990: premier titre
Lors des internationaux de France, elle passe un tour éliminant Linda Wild pour échouer par la suite face à  Nathalie Herreman. Elle réitère le même parcours lors de l'US Open éliminée par Laura Arraya. Mais c'est à Singapour qu'elle obtient son premier titre. Décrochant la victoire sur le score de 7-6, 3-6, 6-4 face à Sarah Loosemore.

### 1991 - 1994: de bons résultats dans l'ensemble et progression lors de tournois majeurs
En 1991, elle passe deux tours à l'Open d'Australie battant Elise Burgin et Barbara Rittner. Elle sera éliminée par Mary Joe Fernández. La même qui l'éliminera au même stade en 1993.
Durant ces années, elle arrive à quelques reprises jusqu'au quatrième tour. Déjà aux internationaux de France 1991 (éliminée par Nathalie Tauziat), puis à Wimbledon l'année d'après (éliminée par Jennifer Capriati) et au même tournois en 1994 (éliminée par Jana Novotná).
En 1991, elle perd la finale du tournoi de Pattaya face à Yayuk Basuki, et celle de Strasbourg l'année d'après face à Judith Wiesner. Mais l'année suivante, lors du même tournoi, elle s'adjuge le titre face à la même adversaire. En éliminant Andrea Vieira, Karine Quentrec, Mana Endo, Sandrine Testud au préalable. 
En 1994, elle obtient un bon parcours au tournoi tiers 3 japonais à Tokyo. Elle bat Yuka Yoshida, Rachel McQuillan, Florencia Labat. Elle se fera éliminer par Kimiko Date en demi-finale. Par la suite, elle s'adjuge le tournoi de Singapour. Elle élimine Eva Švíglerová, Ludmila Richterová, Linda Wild, Nicole Arendt, Florencia Labat. 
Elle continue sur de bons scores à l'Open de Rome en Italie. Exemptée de 1er tour, elle bat Kristie Boogert 4-6 6-3 6-4, puis Ann Grossman sur un double 6-3. Elle défaite par Martina Navrátilová sur un score de 6-2 7-5. Il lui faut attendre le tournoi français de Strasbourg pour réitérer ce parcours en éliminant Katarína Studeníková et Barbara Schett. Son parcours s'arrêtera contre une autre japonaise : Kimiko Date.

### 1995 - 1996: quelques bons résultats mais aucun titre
C'est à l'Open d'Australie 1995 que Naoko obtient son meilleur parcours. 
Elle élimine Ai Sugiyama sur un double 6-3. Puis, Laurence Courtois sur le score sévère de 6-0 6-4. Elle vainc sa compatriote Kimiko Date 3-6 6-3 6-3. Elle arrive à bout de Mary Joe Fernández sur le score de 6-4 7-6. Elle s'incline finalement face à Arantxa Sánchez sur le score sans appel de 6-1 6-3.
Elle passe le premier tour à l'Open du Japon face à Kristine Radford. Elle est éliminée par la future lauréate, Amy Frazier. Elle réitère de bons résultats au même endroit un peu plus tard face à Hiroko Mochizuki et Yuka Yoshida. Elle sera finalement éliminée par la finaliste Arantxa Sánchez. 
Par la suite, à Indian Wells, elle élimine Shaun Stafford sur un score de 6-7 6-1 6-2. Elle passera le tour suivant face à Tami Whitlinger 6-4 6-2. Puis elle vaincra Lindsay Davenport 4-6 6-4 7-6. Elle sera ensuite éliminée par la future lauréate Mary Joe Fernández 6-4 6-1.
Durant cette période, elle arrive régulièrement au troisième tour (Wimbledon 1995 éliminée par Petra Kamstra, et 1996 éliminée par Arantxa Sánchez; et US Open 1995 éliminée par Conchita Martínez) voir au quatrième (Open d'Australie 1996 éliminée par Monica Seles).
Lors du tournoi du Japon elle réitère son parcours de l'année précédente éliminant  Ann Grossman et Yuka Yoshida. Elle tombera face à Monica Seles. 

### 1997 - 1998: nouveau titre puis année très mitigée
Durant cette période, elle ne réitère pas son parcours en tournois majeur. Elle ne passe qu'une seule fois jusqu'en troisième tour à Wimbledon 1998 (perdu face à Magüi Serna). 
Aux internationaux de Sydney elle arrive en quarts de finale battant Meilen Tu et Rachel McQuillan. Elle sera battue par Lindsay Davenport. 
En 1997, il faut attendre le tournoi de Tokyo pour la voir enfin arriver sur des quarts de finale. Elle y élimine Jane Chi et Mana Endo. Elle sera éliminée par Amy Frazier. Mais c'est au tournoi de Jakarta qu'elle refait surface en éliminant Corina Morariu, puis Kerry-Anne Guse, Nana Miyagi, et Rita Grande en demies finales. En finale, elle élimine Yuka Yoshida sur le score sévère de 6-3 6-2.
Au tournoi de Tokyo ayant lieu en septembre, elle réalise un parcours assez positif. Elle élimine Henrieta Nagyová (2-6 6-4  6-1), puis sa compatriote Mana Endo (3-6 6-4 6-2), par la suite, elle réalise une victoire en deux sets face à Conchita Martínez (7-6 6-4). Elle va malheureusement échouer face à Monica Seles (6-3 6-1).
En 1998, elle perd à Roland Garros au second tour face à Barbara Rittner et à l'US Open face à Mirjana Lučić. 
Au tournoi de Tokyo (tier 3), elle ne passe qu'un tour face à Haruka Inoue mais échoue face à Corina Morariu.

## Palmarès

### Titres en simple dames
| No | Date       | Nom et lieu du tournoi                   | Catégorie | Dotation  | Surface      | Finaliste       | Score         |          |
| -- | ---------- | ---------------------------------------- | --------- | --------- | ------------ | --------------- | ------------- | -------- |
| 1  | 23/04/1990 | DHL Open, Singapour                      | Tier IV   | 150 000 $ | Dur (ext.)   | Sarah Loosemore | 7-6, 3-6, 6-4 | Parcours |
| 2  | 17/05/1993 | Internationaux de Strasbourg, Strasbourg | Tier III  | 150 000 $ | Terre (ext.) | Judith Wiesner  | 4-6, 6-1, 6-3 | Parcours |
| 3  | 18/04/1994 | Singapore Classic, Kallang               | Tier IV   | 100 000 $ | Dur (ext.)   | Florencia Labat | 7-5, 7-5      | Parcours |
| 4  | 21/04/1997 | Danamon Open, Jakarta                    | Tier IV   | 107 500 $ | Dur (ext.)   | Yuka Yoshida    | 6-3, 6-2      | Parcours |

### Finales en simple dames
| No | Date       | Nom et lieu du tournoi                   | Catégorie | Dotation  | Surface      | Vainqueure     | Score    |          |
| -- | ---------- | ---------------------------------------- | --------- | --------- | ------------ | -------------- | -------- | -------- |
| 1  | 15/04/1991 | Volvo Open, Pattaya                      | Tier V    | 75 000 $  | Dur (ext.)   | Yayuk Basuki   | 6-2, 6-2 | Parcours |
| 2  | 18/05/1992 | Internationaux de Strasbourg, Strasbourg | Tier IV   | 150 000 $ | Terre (ext.) | Judith Wiesner | 6-1, 6-3 | Parcours |
| 3  | 11/01/1993 | Sunsmart Victorian Open, Melbourne       | Tier IV   | 100 000 $ | Dur (ext.)   | Amanda Coetzer | 6-2, 6-3 | Parcours |

## Parcours en Grand Chelem

### En simple dames
| Année | Open d'Australie | Open d'Australie  | Internationaux de France | Internationaux de France | Wimbledon       | Wimbledon           | US Open         | US Open           |
| 1990  | -                | -                 | 2e tour (1/32)           | Nathalie Herreman        | 1er tour (1/64) | Alexia Dechaume     | 2e tour (1/32)  | Laura Arraya      |
| 1991  | 3e tour (1/16)   | M.J. Fernández    | 4e tour (1/8)            | Nathalie Tauziat         | 2e tour (1/32)  | Lori McNeil         | 2e tour (1/32)  | Regina Kordová    |
| 1992  | -                | -                 | 1er tour (1/64)          | Kimiko Date              | 4e tour (1/8)   | Jennifer Capriati   | 3e tour (1/16)  | Arantxa Sánchez   |
| 1993  | 3e tour (1/16)   | M.J. Fernández    | 2e tour (1/32)           | Arantxa Sánchez          | 3e tour (1/16)  | Lisa Raymond        | 1er tour (1/64) | Patricia Hy       |
| 1994  | 2e tour (1/32)   | Magdalena Maleeva | 2e tour (1/32)           | Inés Gorrochategui       | 4e tour (1/8)   | Jana Novotná        | 1er tour (1/64) | Shaun Stafford    |
| 1995  | 1/4 de finale    | Arantxa Sánchez   | 3e tour (1/16)           | Ruxandra Dragomir        | 3e tour (1/16)  | Petra Kamstra       | 3e tour (1/16)  | Conchita Martínez |
| 1996  | 4e tour (1/8)    | Monica Seles      | 2e tour (1/32)           | Monica Seles             | 3e tour (1/16)  | Arantxa Sánchez     | 2e tour (1/32)  | Petra Langrová    |
| 1997  | 1er tour (1/64)  | Yayuk Basuki      | 1er tour (1/64)          | Venus Williams           | 2e tour (1/32)  | Tamarine Tanasugarn | 2e tour (1/32)  | Natasha Zvereva   |
| 1998  | 1er tour (1/64)  | Iva Majoli        | 2e tour (1/32)           | Barbara Rittner          | 3e tour (1/16)  | Magüi Serna         | 2e tour (1/32)  | Mirjana Lučić     |

À droite du résultat, l’ultime adversaire.

### En double dames
| Année | Open d'Australie              | Open d'Australie          | Internationaux de France     | Internationaux de France  | Wimbledon                  | Wimbledon                   | US Open                     | US Open                   |
| 1992  | -                             | -                         | 1er tour (1/32) Audra Keller | Elise Burgin M. de Swardt | 2e tour (1/16) A. Kijimuta | Jo-Anne Faull J. Richardson | 1er tour (1/32) A. Kijimuta | Silvia Farina L. Ferrando |
| 1993  | 1er tour (1/32) Maya Kidowaki | Nicole Pratt K. Sharpe    | -                            | -                         | -                          | -                           | -                           | -                         |
| 1995  | 3e tour (1/8) Mana Endo       | Lori McNeil Helena Suková | -                            | -                         | -                          | -                           | -                           | -                         |

Sous le résultat, la partenaire ; à droite, l’ultime équipe adverse.

## Parcours aux Jeux olympiques

### En simple dames
| # | Date       | Nom de l'olympiade             | Surface      | Résultat        | Ultime adversaire | Score         |          |
| - | ---------- | ------------------------------ | ------------ | --------------- | ----------------- | ------------- | -------- |
| 1 | 28/07/1992 | Olympic Tennis Event Barcelone | Terre (ext.) | 1er tour (1/32) | Anke Huber        | 6-0, 4-6, 6-2 | Parcours |
| 2 | 23/07/1996 | Olympic Tennis Event Atlanta   | Dur (ext.)   | 2e tour (1/16)  | Lindsay Davenport | 6-2, 6-2      | Parcours |

## Parcours en Coupe de la Fédération
| #                                                                  | Date       | Lieu          | Surface         | Gagnante(s)       | Perdante(s)      | Score           |          |
|                                                                    |            |               |                 |                   |                  |                 |          |
| 1990 - 1er tour (groupe mondial) - Japon - Chine - 3 : 0           |            |               |                 |                   |                  |                 |          |
| 1                                                                  | 23/07/1990 | Atlanta       | Dur (ext.)      | Naoko Sawamatsu   | Tang Min         | 6-2, 6-0        | Parcours |
|                                                                    |            |               |                 |                   |                  |                 |          |
| 1990 - 2e tour (groupe mondial) - Autriche - Japon - 2 : 1         |            |               |                 |                   |                  |                 |          |
| 2                                                                  | 23/07/1990 | Atlanta       | Dur (ext.)      | Judith Wiesner    | Naoko Sawamatsu  | 6-2, 7-62       | Parcours |
|                                                                    |            |               |                 |                   |                  |                 |          |
| 1991 - 1er tour (groupe mondial) - Australie - Japon - 2 : 1       |            |               |                 |                   |                  |                 |          |
| 3                                                                  | 22/07/1991 | Nottingham    |                 | Naoko Sawamatsu   | Rachel McQuillan | 6-4, 6-3        | Parcours |
|                                                                    |            |               |                 |                   |                  |                 |          |
| 1991 - Barrage (groupe mondial I) - Belgique - Japon - 1 : 2       |            |               |                 |                   |                  |                 |          |
| 4                                                                  | 25/07/1991 | Nottingham    |                 | Sabine Appelmans  | Naoko Sawamatsu  | 6-3, ab.        | Parcours |
|                                                                    |            |               |                 |                   |                  |                 |          |
| 1993 - 1er tour (groupe mondial) - Japon - Colombie - 3 : 0        |            |               |                 |                   |                  |                 |          |
| 5                                                                  | 20/07/1993 | Francfort     | Terre (ext.)    | Naoko Sawamatsu   | Cecilia Hincapie | 6-1, 6-2        | Parcours |
|                                                                    |            |               |                 |                   |                  |                 |          |
| 1993 - 2e tour (groupe mondial) - Japon - Finlande - 1 : 2         |            |               |                 |                   |                  |                 |          |
| 6                                                                  | 21/07/1993 | Francfort     | Terre (ext.)    | Nanne Dahlman     | Naoko Sawamatsu  | 6-2, 6-3        | Parcours |
|                                                                    |            |               |                 |                   |                  |                 |          |
| 1994 - 1er tour (groupe mondial) - Chine - Japon - 1 : 2           |            |               |                 |                   |                  |                 |          |
| 7                                                                  | 18/07/1994 | Francfort     | Terre (ext.)    | Naoko Sawamatsu   | Chen Li Ling     | 6-3, 6-2        | Parcours |
|                                                                    |            |               |                 |                   |                  |                 |          |
| 1994 - 2e tour (groupe mondial) - Suède - Japon - 0 : 3            |            |               |                 |                   |                  |                 |          |
| 8                                                                  | 20/07/1994 | Francfort     | Terre (ext.)    | Naoko Sawamatsu   | Maria Strandlund | 6-4, 6-3        | Parcours |
|                                                                    |            |               |                 |                   |                  |                 |          |
| 1994 - 1/4 de finale (groupe mondial) - Espagne - Japon - 3 : 0    |            |               |                 |                   |                  |                 |          |
| 9                                                                  | 22/07/1994 | Francfort     | Terre (ext.)    | Conchita Martínez | Naoko Sawamatsu  | 6-3, 6-4        | Parcours |
|                                                                    |            |               |                 |                   |                  |                 |          |
| 1995 - Barrage (groupe mondial I) - Japon - Canada - 5 : 0         |            |               |                 |                   |                  |                 |          |
| 10                                                                 | 22/07/1995 | Gifu          | Moquette (int.) | Naoko Sawamatsu   | Patricia Hy      | 7-64, 6-1       | Parcours |
| 10                                                                 | 22/07/1995 | Gifu          | Moquette (int.) | Naoko Sawamatsu   | Jana Nejedly     | 6-4, 4-6, 6-3   | Parcours |
|                                                                    |            |               |                 |                   |                  |                 |          |
| 1996 - 1/4 de finale (groupe mondial) - Japon - Allemagne - 3 : 2  |            |               |                 |                   |                  |                 |          |
| 11                                                                 | 27/04/1996 | Tokyo         | Dur (int.)      | Steffi Graf       | Naoko Sawamatsu  | 6-1, 6-3        | Parcours |
| 11                                                                 | 27/04/1996 | Tokyo         | Dur (int.)      | Anke Huber        | Naoko Sawamatsu  | 6-4, 4-6, 6-2   | Parcours |
|                                                                    |            |               |                 |                   |                  |                 |          |
| 1997 - 1/4 de finale (groupe mondial) - Japon - France - 1 : 4     |            |               |                 |                   |                  |                 |          |
| 12                                                                 | 01/03/1997 | Tokyo         | Dur (int.)      | Mary Pierce       | Naoko Sawamatsu  | 6-0, 7-64       | Parcours |
| 12                                                                 | 01/03/1997 | Tokyo         | Dur (int.)      | Nathalie Tauziat  | Naoko Sawamatsu  | 7-5, 4-6, 17-15 | Parcours |
|                                                                    |            |               |                 |                   |                  |                 |          |
| 1997 - Barrage (groupe mondial I) - États-Unis - Japon - 5 : 0     |            |               |                 |                   |                  |                 |          |
| 13                                                                 | 12/07/1997 | Chestnut Hill | Dur (ext.)      | Lindsay Davenport | Naoko Sawamatsu  | 6-1, 6-3        | Parcours |
| 13                                                                 | 12/07/1997 | Chestnut Hill | Dur (ext.)      | Kimberly Po       | Naoko Sawamatsu  | 6-2, 6-4        | Parcours |
|                                                                    |            |               |                 |                   |                  |                 |          |
| 1998 - 1/4 de finale (groupe mondial II) - Croatie - Japon - 4 : 1 |            |               |                 |                   |                  |                 |          |
| 14                                                                 | 25/04/1998 | Dubrovnik     | Terre (ext.)    | Mirjana Lučić     | Naoko Sawamatsu  | 6-3, 7-65       | Parcours |
| 14                                                                 | 25/04/1998 | Dubrovnik     | Terre (ext.)    | Iva Majoli        | Naoko Sawamatsu  | 6-2, 6-3        | Parcours |

## Classements WTA en fin de saison

### En simple
| Année | 1989 | 1990 | 1991 | 1992 | 1993 | 1994 | 1995 | 1996 | 1997 | 1998 |
| Rang  | 262  | 31   | 33   | 24   | 28   | 26   | 17   | 38   | 34   | 55   |

Source : (en) « Classements de Naoko Sawamatsu », sur le site officiel du WTA Tour

### En double
| Année | 1991 | 1992 | 1993 | 1994 | 1995 |
| Rang  | 217  | 128  | 237  | 121  | 170  |

Source : (en) « Classements de Naoko Sawamatsu », sur le site officiel du WTA Tour